# Ферата Норд (Пезаро и Урбино)
Ферата Норд је насеље у Италији у округу Пезаро и Урбино, региону Марке.
Према процени из 2011. у насељу је живело 313 становника. Насеље се налази на надморској висини од 16 м.